# Parti communiste de Nouvelle-Zélande
Le Parti communiste de Nouvelle-Zélande (en anglais : Communist Party of New Zealand, abrégé en CPNZ) était un parti politique néo-zélandais, fondé en 1921 et disparu en 1994.

## Historique
Le Parti communiste de Nouvelle-Zélande est fondé en mars 1921 par d'anciens membres de la New Zealand Marxist Association et du Parti travailliste de Nouvelle-Zélande, dans un contexte où des partis communistes, partisans des bolcheviks, apparaissent dans le monde entier pour rejoindre la IIIe Internationale. E. J. Dyer est le premier secrétaire général du parti, qui publie un manifeste inspiré de celui des bolcheviks en 1903, réclamant l'instauration en Nouvelle-Zélande d'une dictature du prolétariat.
Le Parti communiste tente tout d'abord d'être affilié au Parti travailliste, mais cette demande est rejetée du fait du désaccord des communistes avec la constitution travailliste. Au début de l'entre-deux-guerres, les effectifs du PC de Nouvelle-Zélande sont très modestes : mais, bien que comptant à peine 100 militants, le CPNZ parvient à être influent auprès des syndicats de mineurs et de marins. La Grande Dépression qui suit la crise de 1929 permet au Parti communiste d'augmenter fortement ses effectifs, qui auraient été multipliés par six entre 1928 et 1935 ; le CPNZ accroit son influence dans le monde du travail, au point qu'au moment de la Seconde Guerre mondiale, la plupart des syndicats néo-zélandais sont dirigés par des communistes. Après la guerre, cependant, le parti perd du terrain en milieu syndical,.
Initialement, le PC ne présente pas de candidats aux élections, se contentant de soutenir le Parti travailliste, ainsi que les réformes d'inspiration socialiste mises en œuvre par le gouvernement travailliste. Par la suite, les réformes des travaillistes n'allant pas aussi loin sur la construction du socialisme que l'auraient souhaité les communistes, le PC commence à se présenter contre eux aux élections : cet engagement sur le terrain électoral a lieu au moment même où l'influence syndicale du PC décline. Les communistes échouent à remporter le moindre siège : ils présentent trois candidats lors des élections législatives de 1946, puis vingt-trois à celles de 1953, mais leur score national, dans ce dernier scrutin, reste limité à 0,26% des suffrages.
Au moment du pacte germano-soviétique, le CPNZ s'oppose à l'effort de guerre, ce qui vaut à son journal d'être interdit. Mais après l'attaque de l'Allemagne nazie contre l'URSS, le Parti soutient le camp des Alliés ; cela permet aux effectifs du CPNZ d'atteindre, en 1945-1946, leur plus haut niveau historique, avec environ 2 000 militants. Mais le début de la guerre froide, puis l'insurrection de Budapest en 1956, affaiblissent considérablement le Parti. À partir de 1961, le Parti communiste se montre de plus en plus critique à l'égard de la politique des travaillistes. Dans les années 1960, ses positions idéologiques dogmatiques et son soutien inconditionnel aux pays communistes, jointes à la bonne situation économique de la Nouvelle-Zélande, l'empêchent de progresser sur le terrain électoral. Ses effectifs fondent, jusqu'à être réduits à environ 400 militants, et son influence reste limitée à certains milieux syndicaux et universitaires,.
Le CPNZ subit les conséquences de la rupture sino-soviétique, qui entraîne une scission en 1966 : la majorité du parti, derrière le secrétaire général Victor Wilcox, choisit de soutenir la République populaire de Chine et adopte des positions maoïstes. La Nouvelle-Zélande devient le seul pays - à l'exception de l'Albanie - dont le principal parti communiste choisit de s'aligner sur la Chine ; lors de sa visite en Chine, Wilcox est reçu à l'égal d'un chef d'État. La fraction favorable à l'URSS quitte le CPNZ pour fonder un autre parti, le Parti de l'unité socialiste de Nouvelle-Zélande (en).
Après la mort de Mao et la libéralisation politique en Chine, le CPNZ, désormais très marginal dans la vie politique néo-zélandaise, opte pour le soutien à l'Albanie d'Enver Hoxha ; le parti subit d'autres scissions jusqu'aux années 1990, date à laquelle sa nouvelle direction renonce au stalinisme et opte pour des positions plus libérales. Le CPNZ fusionne en 1994 avec l'Organisation socialiste internationale (en), le parti trotskiste néo-zélandais, pour former un nouveau parti, l'Organisation des travailleurs socialistes (en). D'anciens membres du CPNZ reconstituent un nouveau parti maoïste, le Parti communiste d'Aotearoa (zh) (Aotearoa étant le nom de la Nouvelle-Zélande dans la langue des Maoris).
L'Organisation des travailleurs socialistes (en) s'est ensuite transformé en un petit mais très actif parti dénommé Travailleur socialiste (Aotearoa) (en). Cependant, la plupart des membres de l'Organisation socialiste internationale (en) se sont à nouveau séparés et ont repris leur propre organisation. Le SW (en) a voté pour se dissoudre lors de sa conférence en janvier 2012. Un certain nombre de membres du SW (en) se sont séparés de l'organisation en 2008 pour former le parti Socialist Aotearoa (en).
En 2018, le Nouveau Parti communiste d'Aotearoa a été fondé, avec son premier congrès tenu à Wellington les 21 et 22 novembre 2019,.